# 何塞·罗马纳
何塞·圣地亚哥·L·圣·罗马纳（1948年1月—2022年4月18日），昵称“奇托”（Chito），菲律宾记者、外交官，曾任菲律宾共和国驻中华人民共和国大使。

## 生平
罗马纳年轻时年轻时曾就读于德拉沙大学，并曾积极参与被称为“一季风暴”的反政府示威。1971年，作为学生的他以菲律宾青年代表团团长的身份访问中华人民共和国，然而在此期间，时任菲律宾独裁总统费迪南德·马科斯开始镇压菲律宾共产党人，罗马纳被迫留在中国。之后罗马纳就读于北京语言学院（现北京语言大学），后来成为一名翻译编辑。
1987年，罗马纳前往美国塔夫茨大学弗莱彻法律与外交学院攻读国际关系硕士学位。毕业后，由于菲律宾局势仍然不稳，罗马纳回到中国。1989年至2010年，罗马纳长期担任美国广播公司（ABC）驻北京记者。2011年，罗马纳回到阔别40年的祖国菲律宾，并于2012年加入菲律宾农村重建运动。
2016年9月28日，罗马纳被任命为菲律宾驻华大使（兼驻朝鲜、蒙古），次年3月递交国书。2022年4月18日，罗马纳在驻华大使任内在安徽省防疫隔离期间病逝，享年74岁
。死后被评价为“中国人民的老朋友”。